# Wikipedia słoweńskojęzyczna
Wikipedia słoweńskojęzyczna (słoweń. Slovenska Wikipedija) – edycja Wikipedii w języku słoweńskim.
Założono ją w 8 marca 2002 roku. 7 lutego 2005 roku powstał w niej artykuł numer 10 000, a 17 grudnia tego samego roku 20 000. 28 września 2008 miała około 64 741 artykułów, co dawało jej 31. miejsce w rankingu międzyjęzykowym. 1 sierpnia 2012 roku zawierała 133 535 artykułów, a w rankingu międzynarodowym zajmowała 36. miejsce.